# Черноголовый трагопан
Черноголовый трагопан, или рогатый трагопан (лат. Tragopan melanocephalus) — птица семейства фазановых.

## Описание
Длина тела самцов составляет от 69 до 73 см, масса — от 1,8 до 2,1 кг. Самки меньше, длиной 60 см и массой от 1,2 до 1,4 кг. Окраска оперения самцов яркая, с преобладанием красного, коричневого и чёрного цветов. Оперение полностью формируется на втором году жизни. У самцов короткие шпоры. По обеим сторонам головы благодаря пещеристым телам образуются мясистые шишки, на горле с тонким оперением, ярко окрашенная кожа в форме лацкана. Верх головы чёрный. Радужины коричневые. Ноги розовые. В оперении самок преобладают коричневые оттенки.

## Распространение
Черноголовый трагопан обитает на северо-западе Гималаев. Область распространения простирается с севера Пакистана в восточном направлении через Кашмир и Ладакх на северо‑западе Индии. Первоначально вид обитал также восточнее в Индии. На юго-западе Тибета вид также встречался.
Черноголовый трагопан населяет преимущественно регионы, поросшие дубом. При этом часто речь идёт о виде Quercus baloot, который растёт вместе с хвойными деревьями. Птицы живут на высоте до 3600 м над уровнем моря. Зимой они спускаются вниз к долинам до высоты 1350 м над уровнем моря.

## Образ жизни
Птиц очень трудно наблюдать, так как они очень робкие и держатся преимущественно в подлеске. Обычно они живут поодиночке или в парах, только непосредственно после окончания периода размножения они живут семейными группами. Питаются преимущественно в ранние утренние и полуденные часы, объединяясь иногда с другими видами семейства фазановых.

## Размножение
Биология размножения до сих пор исследована недостаточно. Предположительно вид моногамный. Гнёзда располагаются на земле, в дуплах деревьев на высоте до 3 м над землёй и в гнезде другого вида птиц на высоте до 13 м над землёй. В кладке от 2-х до 6-и яиц.

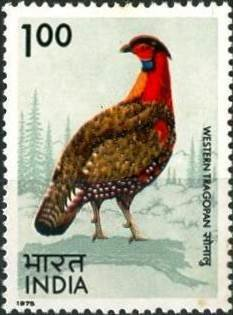
Почтовая марка Индии, 1975